# Pylyser
De familienamen Pylyser en Pijlijser zijn vermoedelijk afgeleid van het woord pijlijzer dat punt van een pijl betekent.

## Bekende naamdragers
- Janneke Pijlijser, de bekendste minnares van Hertog Jan I van Brabant
- Jan Pijlijser, ridder, zoon van Hertog Jan I van Brabant en Janneke Pijlijser
- Jean-Marie Pylyser, Belgische onderzoeksjournalist, bekend van o.a. de trilogie ‘Het drama Laplasse’